# Фінал кубка Італії з футболу 1967
Фінал Кубка Італії з футболу 1967 — фінальний матч розіграшу Кубка Італії сезону 1966—1967, в якому зустрічались «Мілан» і «Падова». «Падова» на момент проведення турніру виступала у Серії B. Матч відбувся 14 червня 1967 року на «Стадіо Олімпіко» в Римі.

## Шлях до фіналу
| Мілан    | Мілан            | Раунд                            | Падова         | Падова       |
| -------- | ---------------- | -------------------------------- | -------------- | ------------ |
| Суперник | Результат        | Кубок Італії з футболу 1966—1967 | Суперник       | Результат    |
| Піза     | 3–0 на виїзді    | Перший раунд                     | Венеція        | 2–1 дч вдома |
| Модена   | 5–2 дч вдома     | Другий раунд                     | Палермо        | 3–2 вдома    |
| Торіно   | 4–2 вдома        | Третій раунд                     | Варезе         | 3–0 вдома    |
| Лекко    | 2–1 на виїзді    | 1/4 фіналу                       | Наполі         | 2–1 дч вдома |
| Ювентус  | 2–1 дч на виїзді | 1/2 фіналу                       | Інтернаціонале | 3–2 вдома    |

## Фінал
| 14 червня 1967 |

| «Мілан»      | 1:0 | «Падова» |
| ------------ | --- | -------- |
| Амарілдо 49' |     |          |

| «Стадіо Олімпіко», Рим Арбітр: Маріо Бернардіс |

|                   |  |                       |  |
|                   |  |                       |  |
| В                 |  | П'єранджело Беллі     |  |
| З                 |  | Анджело Анкіллетті    |  |
| З                 |  | Джованні Трапаттоні   |  |
| З                 |  | Бруно Бавені          |  |
| З                 |  | Карл-Гайнц Шнеллінгер |  |
| ПЗ                |  | Серджіо Мадде         |  |
| ПЗ                |  | Джованні Лодетті      |  |
| ПЗ                |  | Джанні Рівера         |  |
| Н                 |  | Джуліано Фортунато    |  |
| Н                 |  | Амарілдо              |  |
| Н                 |  | Бруно Мора            |  |
| Головний тренер:  |  |                       |  |
| Артуро Сільвестрі |  |                       |  |

|                  |  |                    |  |     |
|                  |  |                    |  |     |
| В                |  | Вальтер Понтел     |  |     |
| З                |  | Кріштіано Червато  |  |     |
| З                |  | Валер'яно Барб'єро |  |     |
| З                |  | Джорджо Серені     |  | 54' |
| З                |  | Ріналдо Фрецца     |  |     |
| ПЗ               |  | Джорджо Барболіні  |  |     |
| ПЗ               |  | Паоло Мореллі      |  |     |
| ПЗ               |  | Акілле Фраскіні    |  |     |
| ПЗ               |  | Альберто Новеллі   |  |     |
| ПЗ               |  | Альберто Біджон    |  |     |
| Н                |  | Італо Кармінаті    |  |     |
| Запасні:         |  |                    |  |     |
| З                |  | Мауро Гатті        |  | 54' |
| Головний тренер: |  |                    |  |     |
| Умберто Роса     |  |                    |  |     |